# Plexo renal
Plexo renal é um nervo formado por filamentos do gânglio celíaco, gânglios aorticorenal, torácicos e plexo.